# Maestro dell'Altare di Bützow
Il Maestro dell'Altare di Bützow (fl. XVI secolo) è stato un pittore tedesco, documentato a Lubecca verso il 1500.

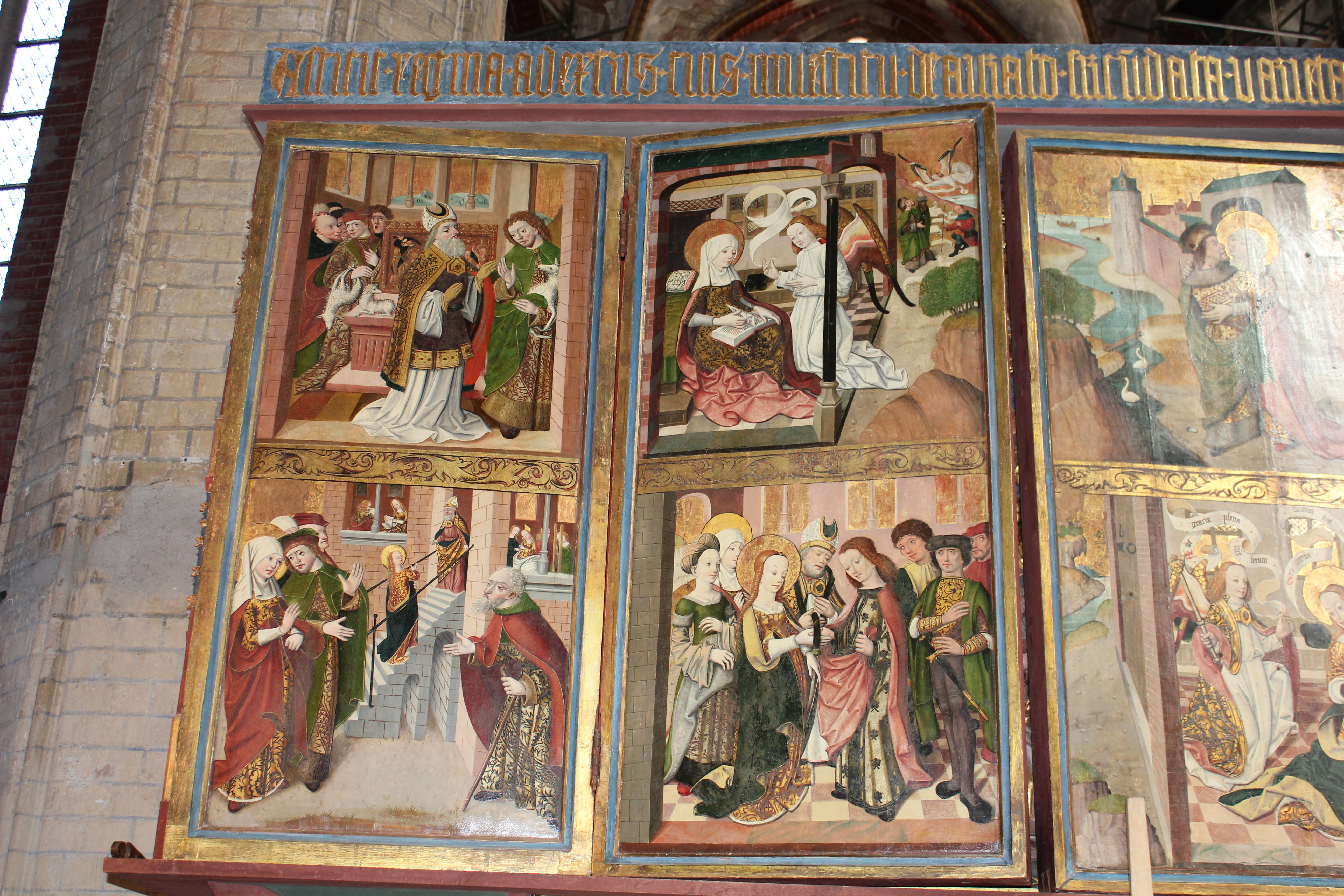
L'altare di Bützow

L'anonimo artista tedesco, influenzato da Wilm Dedeke, detto anche Maestro dell'Altare di Halepagen, prende il suo nome dall'altare a portelle posto sull'altar maggiore della chiesa di Bützow, oggi conservato nel deambulatorio della stessa chiesa.
L'altare è composto da due paia di portelle, le prime fisse e scolpite, le altre mobili e dipinte, queste ultime con all'esterno, quattro Santi e, all'interno, otto scene dalla Vita di sant'Anna e della Vergine.
All'anonimo vengono anche attribuite le portelle e la predella dell'altare della chiesa della Madonna di Singo in Svezia e i battenti dell'Altare di sant'Anna a Trodens, ora al Museo di Bergen in Norvegia.
Molto probabilmente collaborò all'Altare del Santo Sacramento, detto Fronleichnamaltar, ora conservato a Lubecca nel Museo di Sant'Anna, dipingendo le portelle mobili oltre ad una delle scene delle portelle fisse, con personaggi dalle membra rigide e dai volti inespressivi.
Ad un suo assistente vengono riferite le ante di un armadio a muro, contenente suppellettili liturgiche, databili agli ultimi anni del XV secolo e proveniente dalla chiesa di Santa Caterina di Lubecca, e oggi conservate nel locale Museo di Sant'Anna.